# Lycopodium dubium
Lycopodium dubium là một loài thực vật có mạch trong Họ Thạch tùng. Loài này được Zoëga mô tả khoa học đầu tiên.